# 呉駅

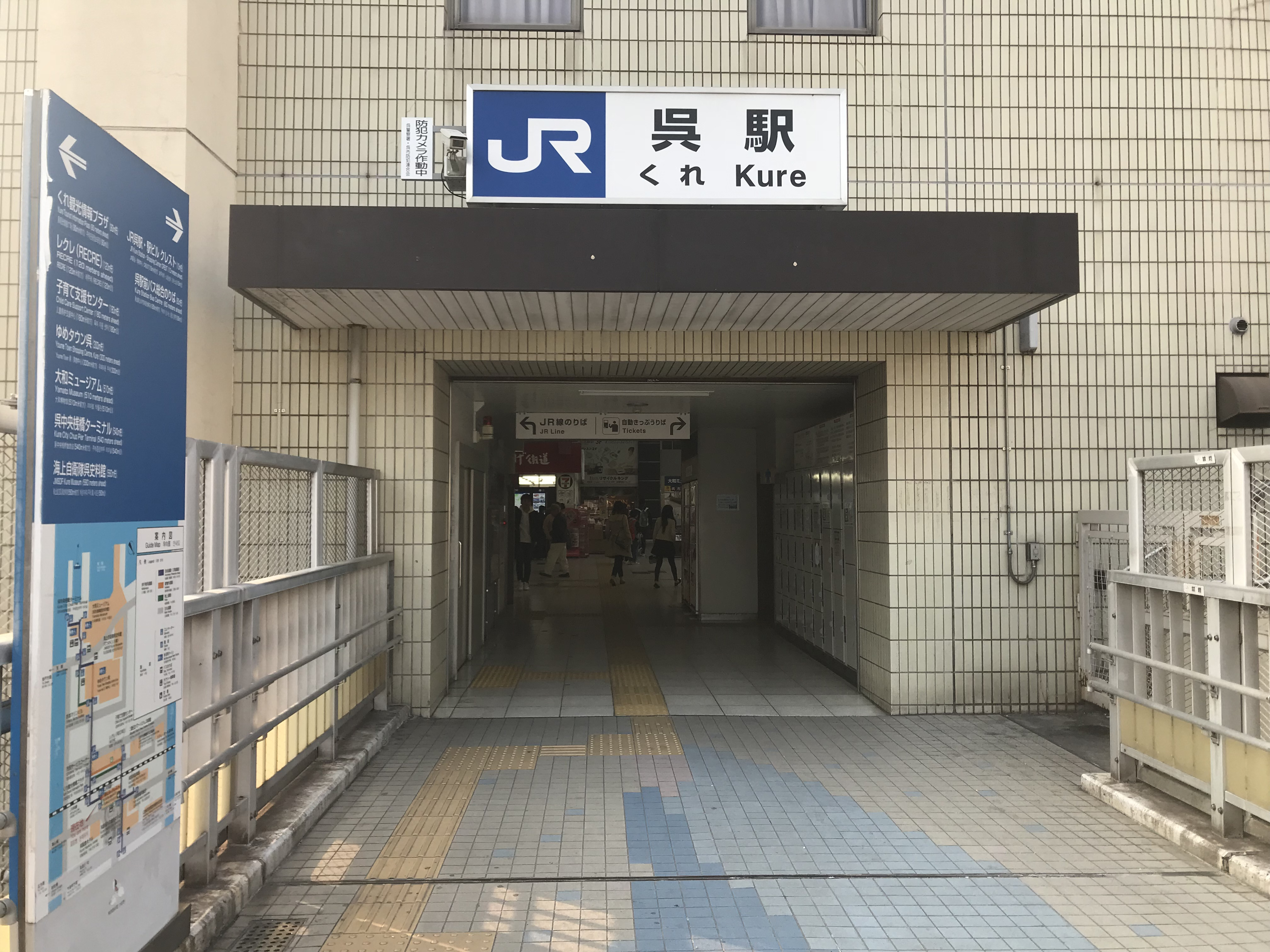
ペデストリアンデッキに直結した駅入口（2018年3月）

呉駅（くれえき）は、広島県呉市宝町にある、西日本旅客鉄道（JR西日本）呉線の駅である。駅番号はJR-Y14。
呉市の中心駅であり、1981年（昭和56年）に開業した駅ビルには商業施設「クレスト（CREST）」が入居する。駅長が配置された直営駅で、管理駅でもあったが、2024年6月1日をもって海田市駅の統括下となった。

## 歴史
- 1903年（明治36年）12月27日：官設鉄道海田市駅 - 当駅間開通時に終着駅として開設[2][5]。
- 1904年（明治37年）12月1日：山陽鉄道に貸渡[2]。
- 1906年（明治39年）12月1日：山陽鉄道国有化[2]、再度官設鉄道の駅となる。
- 1909年（明治42年）10月12日：線路名称制定、呉線所属となる。
- 1922年（大正11年）4月9日：駅舎（2代目）改築工事起工。
- 1923年（大正12年）8月13日：駅舎（2代目）改築工事が竣工。同日に使用開始。
- 1935年（昭和10年）
  - 3月24日：呉線当駅 - 広駅間延伸、途中駅となる。
  - 11月24日：呉線（三原駅 - 海田市駅間）全通に伴うホーム延長工事で跨線橋新設。
- 1945年（昭和20年）
  - 7月1日：同日夜から始まった空襲（呉空襲）に伴い全焼[5]。
  - 7月3日：軍工作隊によりバラック駅舎が建設される[5]。
  - 12月：駅舎（3代目）新築工事起工。
- 1946年（昭和21年）
  - 3月25日：連合軍専用列車「Allied Limited」と「Dixie Limited」の停車開始。
  - 4月30日：駅舎（3代目）新築工事竣工[5]。
  - 5月6日：駅舎（3代目）新築に当たる竣工式挙行。
  - 5月7日：駅舎（3代目）使用開始。
  - 7月26日：イギリス連邦占領軍専用列車「BCOF train」の始発駅となる（東京駅行）。
- 1965年（昭和40年）9月24日：みどりの窓口営業開始。
- 1981年（昭和56年）7月7日：それまでの地平駅舎（3代目）に代わり、現橋上駅舎（4代目・駅ビル併設）使用開始[5]。
- 1986年（昭和61年）11月1日：貨物取扱廃止[2]。
- 1987年（昭和62年）4月1日：国鉄分割民営化に伴い、西日本旅客鉄道（JR西日本）の駅となる[2]。
- 1996年（平成8年）3月16日：当駅 - 広島駅間ノンストップの快速列車（現・「安芸路ライナー」）新設に伴い、停車駅となる。
- 1997年（平成9年）3月21日：駅ビルが全面リニューアル、「クレスト」として開業[6]。
- 2005年（平成17年）10月1日：臨時快速「瀬戸内マリンビュー」新設に伴い、停車駅となる。
- 2007年（平成19年）
  - 5月18日：ICOCA対応自動改札機設置。
  - 9月1日：ICカード「ICOCA」が利用可能となる。
- （時期不明）：ジェイアール西日本広島メンテックの呉営業所が、当駅に設けられる[注釈 1]。
- 2010年（平成22年）
  - 7月14日：平成22年7月豪雨に伴い呉線内で複数の土砂崩れが発生、三原駅 - 当駅間が不通となる[9]。
  - 7月16日：広駅 - 当駅間運行再開[9]。
- （時期不明）：ジェイアール西日本広島メンテックの呉営業所が当駅から向洋駅へ移転、西条・呉営業所となる[注釈 2]。
- 2013年（平成25年）7月1日：列車接近メロディーがテレビアニメ『宇宙戦艦ヤマト』主題歌に変更される[12]。
- 2018年（平成30年）
  - 7月6日：平成30年7月豪雨により営業休止。
  - 8月20日：広駅 - 当駅間で暫定的な部分運転を実施[13]。
  - 9月9日：広駅 - 坂駅間運行再開[14]。
- 2020年（令和2年）
  - 5月13日：みどりの券売機プラス使用開始。既存のみどりの窓口は引続き営業継続するも、窓口閉鎖時間が設定される[注釈 3]。
  - 10月3日：観光列車の臨時快速「etSETOra」新設に伴い、停車駅となる。
- 2024年（令和6年）
  - 6月1日：中国統括本部内では初の統括駅となる海田市統括駅の発足に伴い、呉管理駅は海田市管理駅と統合され、海田市駅の管理下となった[4]。

## 駅構造

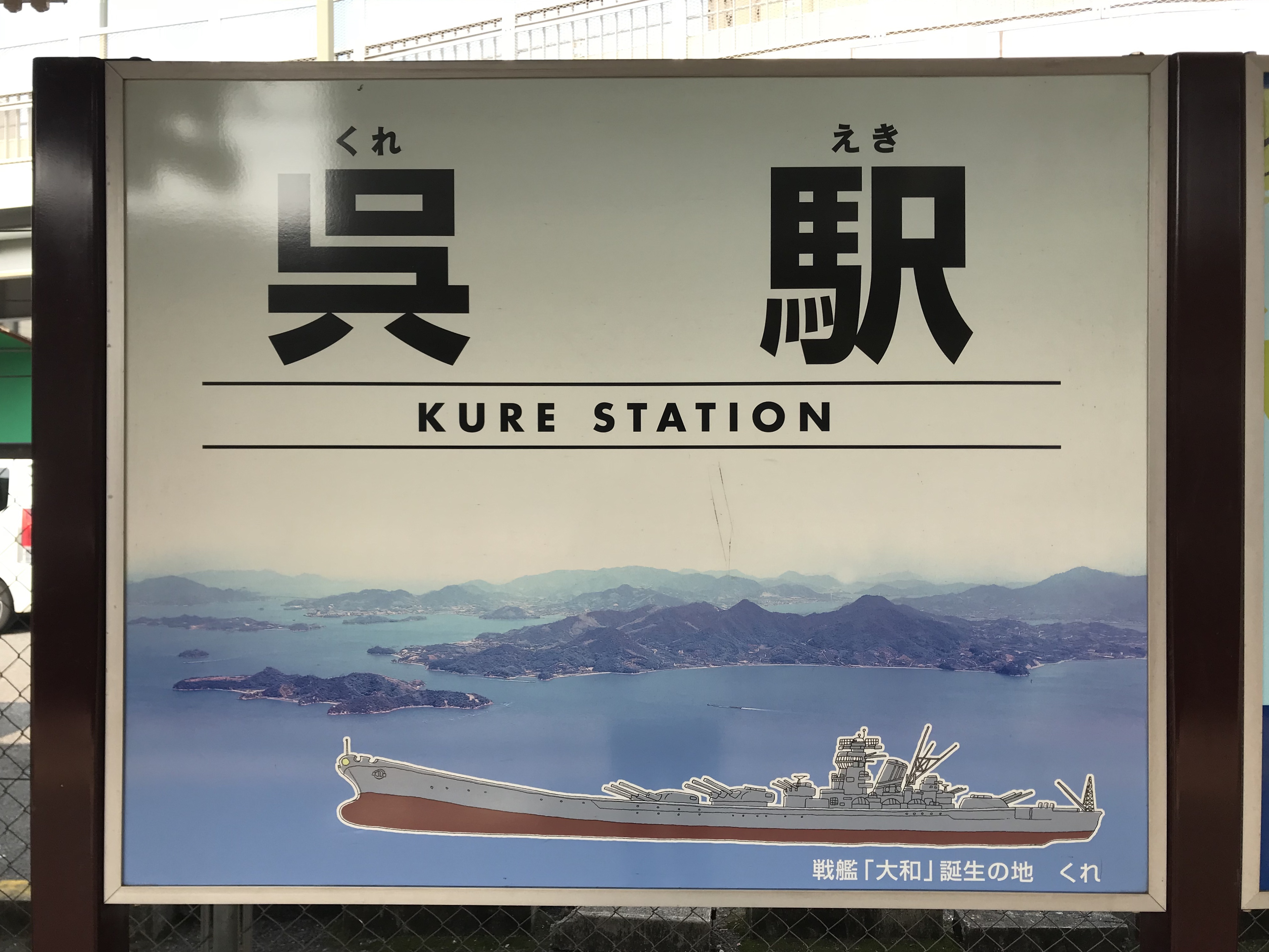
戦艦「大和」のイラストが描かれた駅名標（2018年3月）

単式・島式ホーム複合型2面3線を有する地上駅。橋上駅舎を備える。駅ビル・バスターミナルを併設している。1番のりばが単式、2・3番のりばが島式である。1番のりばが上り本線、2番のりばが下り本線、3番のりばが上下副本線であり、上り列車は1・3番のりばに、下り列車は2・3番のりばに到着可能である。また、各番線共に広島方面、三原方面双方に出発信号機があり、両方向に出発可能。改札口・みどりの窓口・みどりの券売機・みどりの券売機プラス・セブン-イレブン ハートインは2階にある。各ホームへはエレベーターが設置されている。また、駅スタンプが設置されている。
2013年7月1日より接近メロディが『宇宙戦艦ヤマト』のオープニングテーマに変更された。1番のりばが歌い出し部分、2・3番のりばが前奏部分を使用している。呉市には大日本帝国海軍呉海軍工廠（現・ジャパン マリンユナイテッド呉工場）があり、戦艦の大和が建造されたことにちなむ。駅南側には呉市海事歴史科学館（通称・大和ミュージアム）がある。
2023年（令和5年）12月31日、旧くれ観光情報プラザが呉駅構内2階に移転し「呉市観光案内所」として業務を開始した。

### のりば
| のりば | 路線 | 方向 | 行先         | 備考                    |
| ------ | ---- | ---- | ------------ | ----------------------- |
| 1      | 呉線 | 上り | 広・三原方面 | 一部3番のりば           |
| 2・3   | 呉線 | 下り | 広島方面     | 3番のりばは夜間留置あり |

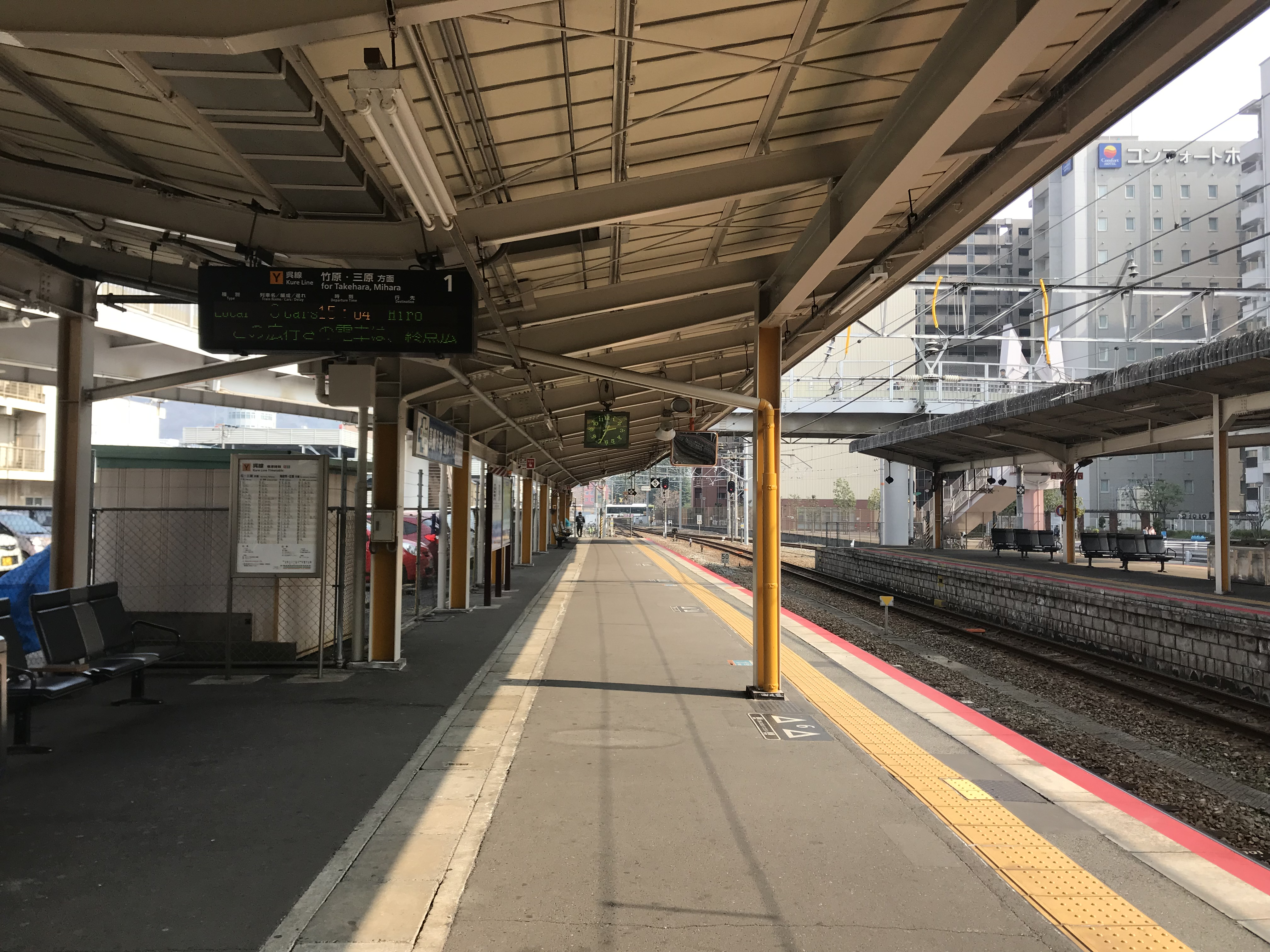
1番のりば（2018年3月）
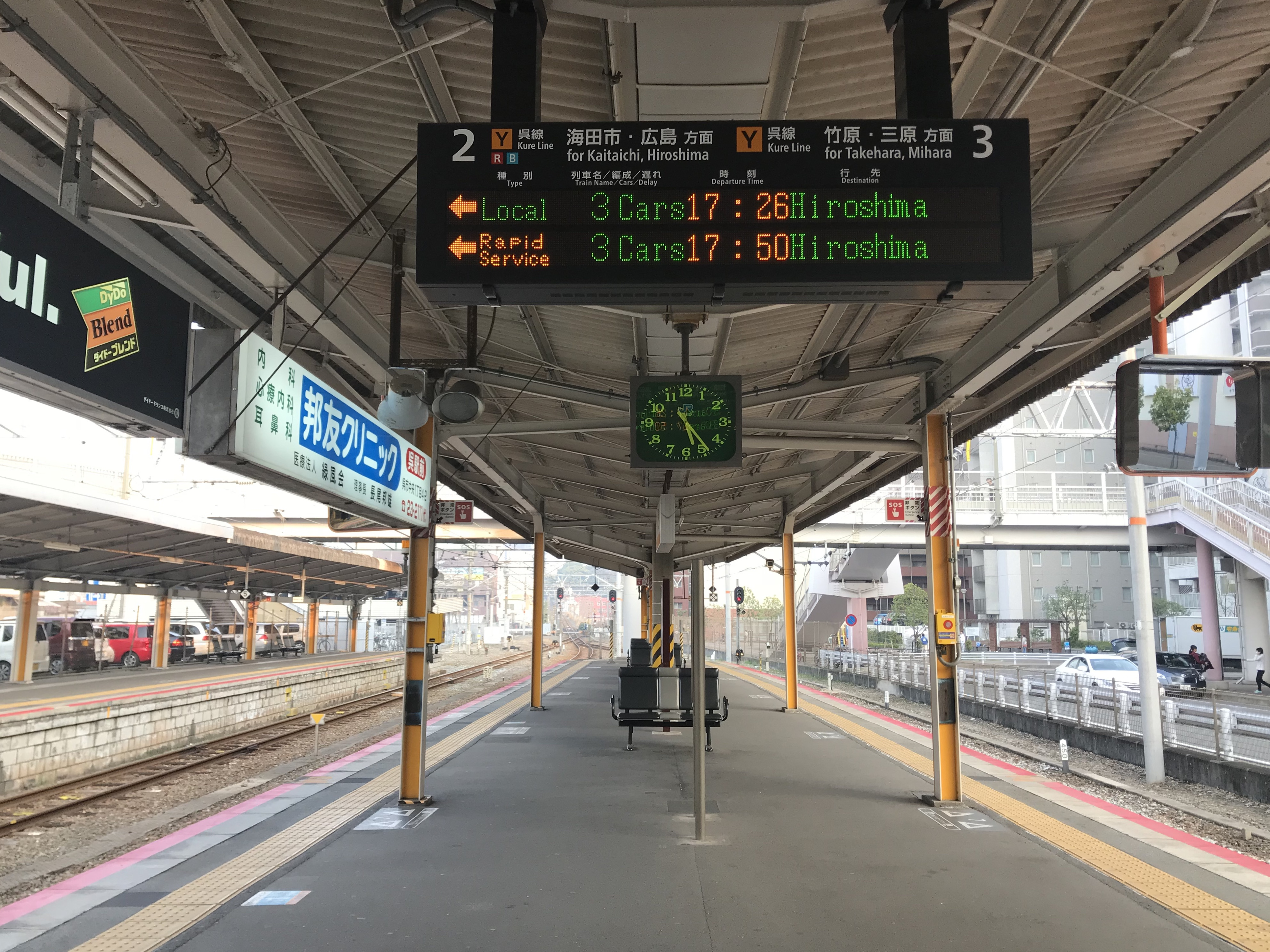
2・3番のりば（2018年3月）

### 特徴
- 3番のりばは広島駅 - 当駅間の区間運転の折り返しと、快速列車との接続を行う上り普通列車が使用する（2022年3月11日限りで日中は普通電車は当駅折返し、快速は広駅発着に統一される）。また、広島駅平日21時10分、土休日18時10分発の当駅止まりはそのまま留置され、翌朝に当駅始発三原・糸崎行初電として運行される。
- 以前は3番線南側に貨物ヤードが広がり（敷地面積4.5 ha）そこから旧海軍工廠方面、中央桟橋（呉港）方面、バブコック日立工場にそれぞれ専用線が伸びていた。中央桟橋（呉港）方面の専用線は、旧海軍工廠方面の専用線の、中央桟橋方面に向かう道路をオーバークロスする橋を西側に渡った直後の部位から南西に分岐し、カーブを描きながら南に進み中央桟橋南端付近まで伸びていた。バブコック日立工場への専用線は貨物ヤード線路群のうち最も南側の線路から駅構内西側（現在、呉年金事務所がある辺り）で南西に分岐し、工場に入っていっていた。中央桟橋（呉港）方面への専用線跡とバブコック日立工場への専用線跡は駅南側再開発に伴いその面影は完全に消失した。旧海軍工廠方面専用線は、4番線（貨物ヤード線路群のうち、最も旅客ホームに近いものであり、3番線のすぐ南側にあった）を東側にそのまま延長する形で存在した。4番線以南の殆どの線路は駅東側でこの線路に収束していた。そのため、戦後は貨物ヤードの上り引上線として使用されていた。この線路は、駅東側で3番線とシーサスクロッシングポイントで繋がっていた。駅東側の、中央桟橋（呉港）方面に向かう道路をオーバークロスする橋は複線となっており、北側の橋が本線である。南側の橋は旧海軍工廠方面への専用線(戦後は貨物ヤード上り引上線)が通っていたが、現在はレールが撤去され歩道橋として再整備され使用されている。また、その東側の踏切（堺川踏切）は以前、本線と専用線が通る複線の踏切であったが、現在は専用線が撤去・アスファルト舗装され、遮断機の位置が変更され単線の踏切となっている。堺川踏切が単線の踏切であるにもかかわらず列車進行方向指示器を装備しているのは複線の踏切であった時代の名残である[注釈 4]。さらにその東側で堺川を渡る橋梁は、現在でも本線と専用線の2本の橋梁が南北に並んでいる。専用線用地はその橋梁を東に渡り海上自衛隊呉教育隊の敷地まで伸びているが、雑草に覆われておりレールが残存しているか否かははっきりしない。
- 貨物取扱い廃止（1986年）後も貨物ヤードの線路群は2000年頃まで大部分がそのまま放置されていたが、呉駅南側再開発が本格化するにつれそれらは撤去され、今ではその面影はほとんどない。
- 駅北西（旧呉市交通局本庁舎がある区域）側にも以前は数本の側線があった。また、駅北東側にある1番線安全側線は、2000年頃までは更に先まで伸びており、駅東側の中央桟橋（呉港）方面に向かう道路手前に車止め（第3種車止め）が設置されていた。そこからスイッチバックするように1本の側線が1番ホーム東端に隣接して建っていた工事用車両の小さな車庫に繋がっていた。現在は通常安全側線として使用される部分以外は撤去され、車庫も解体され存在しない。駅西側の、3番線を合流させた後の2番線延長線上には、電化された下り引上線が残されており、構内西端の二河川東踏切手前で車止め（第3種車止め）が設置されている。この側線は安全側線としての役割を兼ねている。

## 利用状況
「広島県統計年鑑」及び「呉市統計書」によると、近年の1日平均乗車人員の推移は以下の通り。JR西日本管内において単線区間内にある駅では最多であり、山口県最多の下関駅や、福井県最多の福井駅よりも乗降人員が多い。
| 年度                | 1日平均 乗車人員 |
| ------------------- | ---------------- |
| 1987年（昭和62年）  | 15,109           |
| 1988年（昭和63年）  | 15,877           |
| 1989年（平成 元年） | 16,270           |
| 1990年（平成02年）  | 17,204           |
| 1991年（平成03年）  | 17,248           |
| 1992年（平成04年）  | 17,431           |
| 1993年（平成05年）  | 17,558           |
| 1994年（平成06年）  | 17,037           |
| 1995年（平成07年）  | 16,480           |
| 1996年（平成08年）  | 16,164           |
| 1997年（平成09年）  | 15,096           |
| 1998年（平成10年）  | 14,588           |
| 1999年（平成11年）  | 14,209           |
| 2000年（平成12年）  | 13,577           |
| 2001年（平成13年）  | 13,122           |
| 2002年（平成14年）  | 12,732           |
| 2003年（平成15年）  | 12,475           |
| 2004年（平成16年）  | 12,646           |
| 2005年（平成17年）  | 13,098           |
| 2006年（平成18年）  | 13,102           |
| 2007年（平成19年）  | 13,115           |
| 2008年（平成20年）  | 12,960           |
| 2009年（平成21年）  | 12,523           |
| 2010年（平成22年）  | 12,324           |
| 2011年（平成23年）  | 12,285           |
| 2012年（平成24年）  | 12,311           |
| 2013年（平成25年）  | 11,935           |
| 2014年（平成26年）  | 11,479           |
| 2015年（平成27年）  | 11,608           |
| 2016年（平成28年）  | 11,487           |
| 2017年（平成29年）  | 11,426           |
| 2018年（平成30年）  | 9,993            |
| 2019年（令和 元年） | 10,548           |
| 2020年（令和02年）  | 8,309            |
| 2021年（令和03年）  | 8,133            |
| 2022年（令和04年）  | 8,652            |
| 2023年（令和05年）  | 8,957            |

## 駅周辺

### 北側
- 呉阪急ホテル
- 広島電鉄 宝町営業センター
- 呉市役所
- 呉市立図書館
- 呉信用金庫ホール
- ハローワーク呉
- 広島県総合事務所呉庁舎
- 呉警察署
- 呉税務署
- 呉郵便局
- 呉市消防局西消防署
- 呉共済病院
- 広島県立呉三津田高等学校

### 南側
- 駅南側のペデストリアンデッキで連絡している。
  - ゆめタウン呉 - 店舗2Fの通路がそのままペデストリアンデッキの一部を形成している。
  - 呉市海事歴史科学館（大和ミュージアム）
  - 呉中央桟橋ターミナル：ペデストリアンデッキで接続されており、距離は約600mである。
- レクレ
- 三菱パワー
- 海上自衛隊呉史料館（てつのくじら館）
- コンフォートホテル呉

### オブジェ
呉駅前には船のスクリューのオブジェが設置され、待ち合わせスポットとなっていたが、駅前再開発のため2024年（令和6年）12月中旬に東に約200メートルの蔵本通り沿いに移設された。

## バス路線
呉駅には広電バス、JRバス中国、さんようバスの路線バス、高速バスが乗り入れている。
- 1番のりば
  - 焼山・北原・熊野（広島電鉄）
- 2番のりば
  - 焼山・苗代・神山・郷原（広島電鉄）
  - 平原・苗代・熊野（広島電鉄）
- 3番のりば
  - 昭和町・音戸の瀬戸・冠崎・音戸・倉橋（広島電鉄）
- 4番のりば
  - 宮原・鍋桟橋・見晴町（広島電鉄）
  - 坪の内・国立病院・鍋桟橋（広島電鉄）
  - 呉市役所・辰川（広島電鉄）
- 5番のりば
  - 広駅・広島国際大学・黒瀬・賀茂医療センター・西条駅（JRバス中国）
- 6番のりば
  - クレアライン 広島市役所・八丁堀・広島バスセンター（広島電鉄、JRバス中国）
  - 広島空港（広島電鉄）
- 7・8番のりば
  - 東畑・広・仁方・川尻（広島電鉄）
  - 長浜・東小坪・虹村工業団地（広島電鉄）
  - 石内・黒瀬・広島文化学園大学（広島電鉄）
  - グリーンヒル郷原・広島国際大学（広島電鉄）
- 8・9番のりば
  - 呉市内中心部（広島電鉄）
- 12・13番のりば
  - 吉浦・天応（広島電鉄）※文化ホール経由便は停車しない
- 14・15・16番のりば
  - 降車専用
- 17番のりば（そごう前）
  - 吉浦・天応（広島電鉄）
  - 三条・二河（広島電鉄）
  - 下蒲刈・蒲刈・豊島・沖友天満宮（さんようバス）

## 隣の駅
西日本旅客鉄道（JR西日本）
 呉線
■快速「通勤ライナー」（朝の下りのみ運転）
安芸阿賀駅 (JR-Y15) → 呉駅 (JR-Y14) → 矢野駅 (JR-Y05)
■快速「安芸路ライナー」
安芸阿賀駅 (JR-Y15) - 呉駅 (JR-Y14) - 吉浦駅 (JR-Y12)
■普通
安芸阿賀駅 (JR-Y15) - 呉駅 (JR-Y14) - 川原石駅 (JR-Y13)